# Fikri Atalı
Fikri Atalı (* 28. Juni 1992) ist ein türkischer Eishockeytorwart, der seit 2021 bei Buz Beykoz in der türkischen Superliga unter Vertrag steht.

## Karriere

### Club
Fikri Atalı begann seine Karriere als Eishockeyspieler beim İzmit Şirintepe Spor Kulübü, für den er 2009 in der türkischen Superliga debütierte. Von 2010 bis 2013 spielte er für den Ligakonkurrenten Kocaeli Büyükşehir Belediyesi Kağıt SK, mit dem er 2012 türkischer Vizemeister wurde. Danach schloss er sich den Buz Korsanlar aus der zweiten türkischen Liga an, mit denen er 2017 in die Superliga aufstieg. Nachdem er 2019/20 bei Kocaeli Gençlik Hizmetleri spielte, steht er seit 2021 bei Buz Beykoz unter Vertrag.

### Nationalmannschaft
Atalı spielte im Juniorenbereich für die Türkei bei den U18-Weltmeisterschaften 2009 und 2010, als er mit der besten Fangquote zum Toptorhüter des Turniers und zum besten Spieler seiner Mannschaft gewählt wurde, sowie bei den U20-Weltmeisterschaften 2010, 2011, als er die drittbeste Fangquote des Turniers erreichte, und 2012, als er erneut als bester Spieler seiner Mannschaft ausgezeichnet wurde, jeweils in der Division III.
Er stand für die Türkei bei den Weltmeisterschaften der Division III 2011 und 2012, als mit der besten Fangquote und dem geringsten Gegentorschnitt aller Torhüter des Turniers maßgeblich zum Aufstieg in die Division II beitrug, im Kasten. Nach dem Aufstieg gehörte er auch bei der Weltmeisterschaft 2013 zum Kader, wurde aber nicht eingesetzt.
Bei der Frauen-Weltmeisterschaft der Division II 2024 ist er Torwarttrainer der türkischen Frauen.

## Erfolge und Auszeichnungen
- 2010 Bester Torwart und beste Fangquote bei der U18-Weltmeisterschaft der Division III, Gruppe A
- 2012 Aufstieg in die Division II, Gruppe B, bei der Weltmeisterschaft der Division III
- 2012 Beste Fangquote und geringster Gegentorschnitt bei der Weltmeisterschaft der Division III